# Acuerdo Nacional Iraquí
El Acuerdo Nacional Iraquí es un partido político iraquí fundado por Iyad Allawi.
El Acuerdo Nacional Iraquí (ANI según sus siglas en español) es el principal partido aconfesional de Irak; dicho en otra palabras, es el más importante de los partidos políticos que no son confesionales. Por esta razón, no defiende los intereses de un solo grupo étnico y religioso, sino los de la Nación iraquí en general.
Dado su carácter aconfesional, los miembros del partido pueden ser chiíes o suníes, islámicos o cristianos, árabes, kurdos o turcos; siempre que sean iraquíes. 
En el pasado la mayoría de los árabes sunitas sentían odio y desconfianza hacia Allawi por su actuación cuando estuvo al frente del Gobierno, por lo que eran pocos los sunítas que votaban al partido o estaban afiliados a él; y la inmensa mayoría de los kurdos preferían sus propios partidos nacionalistas. Por eso la mayoría de los miembros del partido eran chiíes liberales, que se oponen a que la política esté dominada por la religión y que por lo tanto rechazan a los partidos confesionales chiíes; la mayoría de estos chiíes aconfesionales son de clase media y profesionales o intelectuales.
Sin embargo, esto cambió radicalmente en vista a las elecciones parlamentarias del 2010 cuando Allawi y su partido formaron una coalición con los grupos y dirigentes suníes más importantes y populares, con el objetivo común de sacar al actual primer ministro Nuri al Maliki del poder; esa coalición se llama Alianza Iraquí y llevó a Allawi como candidato a primer ministro, obteniendo el voto de la inmensa mayoría de los electores árabes suníes iraquíes.
El Acuerdo Nacional Iraquí fue fundado en 1991 por Allawi en el exilio, en la época de la Guerra del Golfo; para aquel momento los dos principales partidos chiíes de la oposición contra Saddam Hussein eran el Partido Islámico Dawa y la Asamblea Suprema para la Revolución Islámica en Irak, que estaban financiados por Irán. Por éste motivo, el ANI fue creado con financiamiento de Arabia Saudita y una fuerte ayuda de Estados Unidos y el Reino Unido que querían crear alternativas opositoras no controladas o ligadas a Irán.
La mayoría de los miembros fundadores del Acuerdo Nacional Iraquí eran desertores del Ejército, la Inteligencia y la Policía iraquíes que se habían rebelado contra Hussein y se habían pasado a la oposición clandestina; por eso el nuevo partido alegaba tener lazos con las Fuerzas Armadas iraquíes y trataba de organizar un Golpe de Estado contra Hussein.
En la actualidad el Acuerdo Nacional Iraquí forma parte de la coalición política Movimiento Nacional Iraquí junto con partidos suníes y de otras comunidades.
- Datos: Q2627514